# Palimna annulata
Palimna annulata är en skalbaggsart som först beskrevs av Olivier 1792. Palimna annulata ingår i släktet Palimna och familjen långhorningar.
Artens utbredningsområde är:
- Laos.
- Myanmar.

Inga underarter finns listade i Catalogue of Life.